# Sotsobre

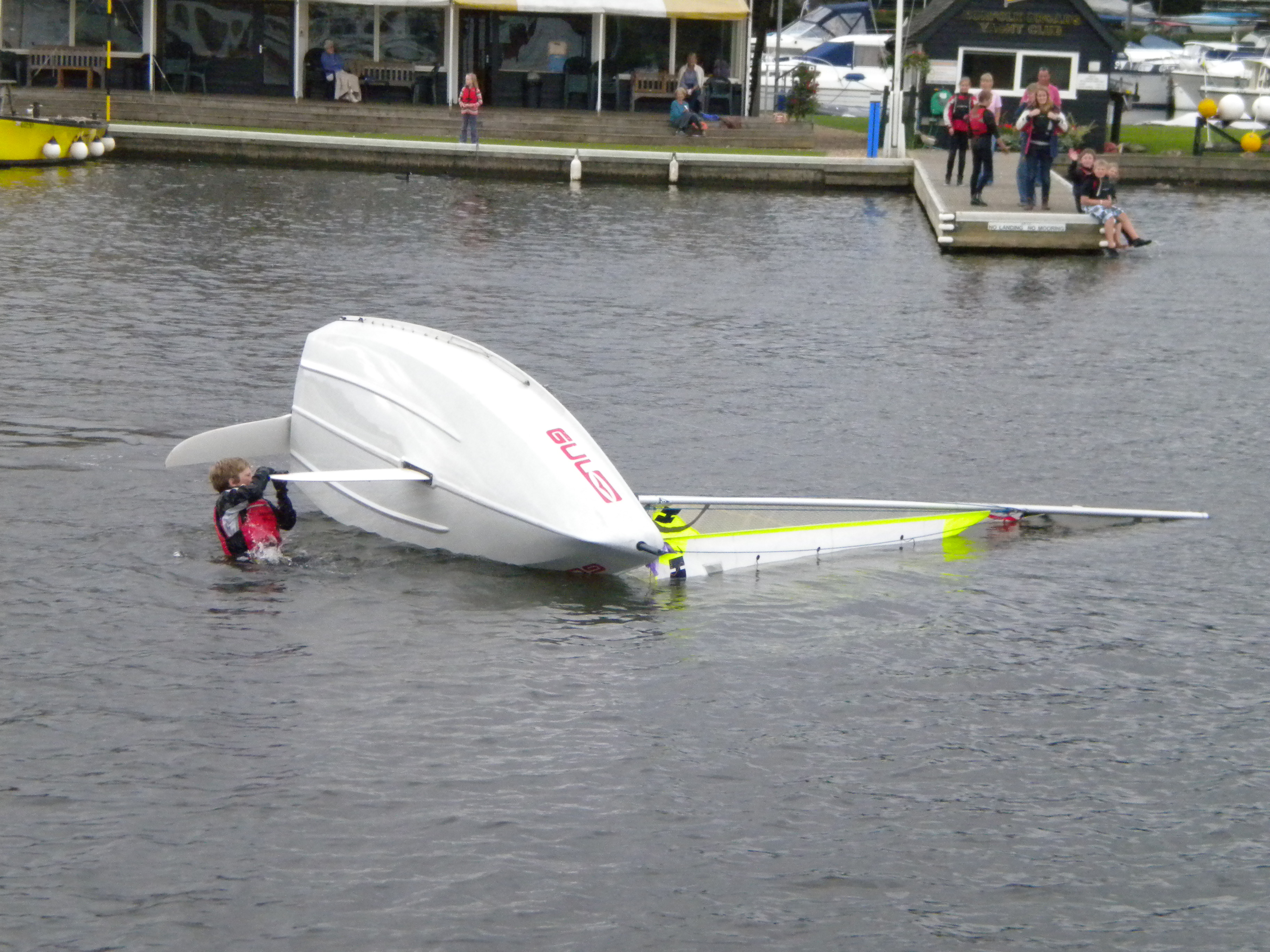
Embarcació entrenant-se pel sotsobre

El sotsobre d'una embarcació ("de sota a sobre"), es produeix quan la seva posició d'equilibri deixa de ser estable a nivell transversal. Per a una embarcació que navega a vela, són les forces creades pel vent que poden generar un moment d'escora important, en altres casos l'error humà i/o un fenomen extern fan que el vaixell s'inclini més enllà del punt d'equilibri fent que les respectives posicions del centre d'empenyiment i del centre de gravetat de la carena generin un parell que fa sotsobrar el vaixell.
En el cas d'una embarcació esportiva de vela lleugera el sotsobrar (anomenat comunament bolcar ) és normal en aquest cas i no és greu. L'origen està normalment a voler aprofitar fins al límit una velocitat excessiva.
Els grans vaixells sotsobren generalment després d'una acumulació de problemes, i/o errors humans. L'entrada d'aigua que esdevé posteriorment sol causar la pèrdua de la nau.
Alguns casos van ser molt publicitats, com les següents: 
- Ruptura del buc (Prestige (petrolier))
- Errors en el maneig de la càrrega (Repubblica di Genova[3]-Cougar Ace)[4]

## Etimologia

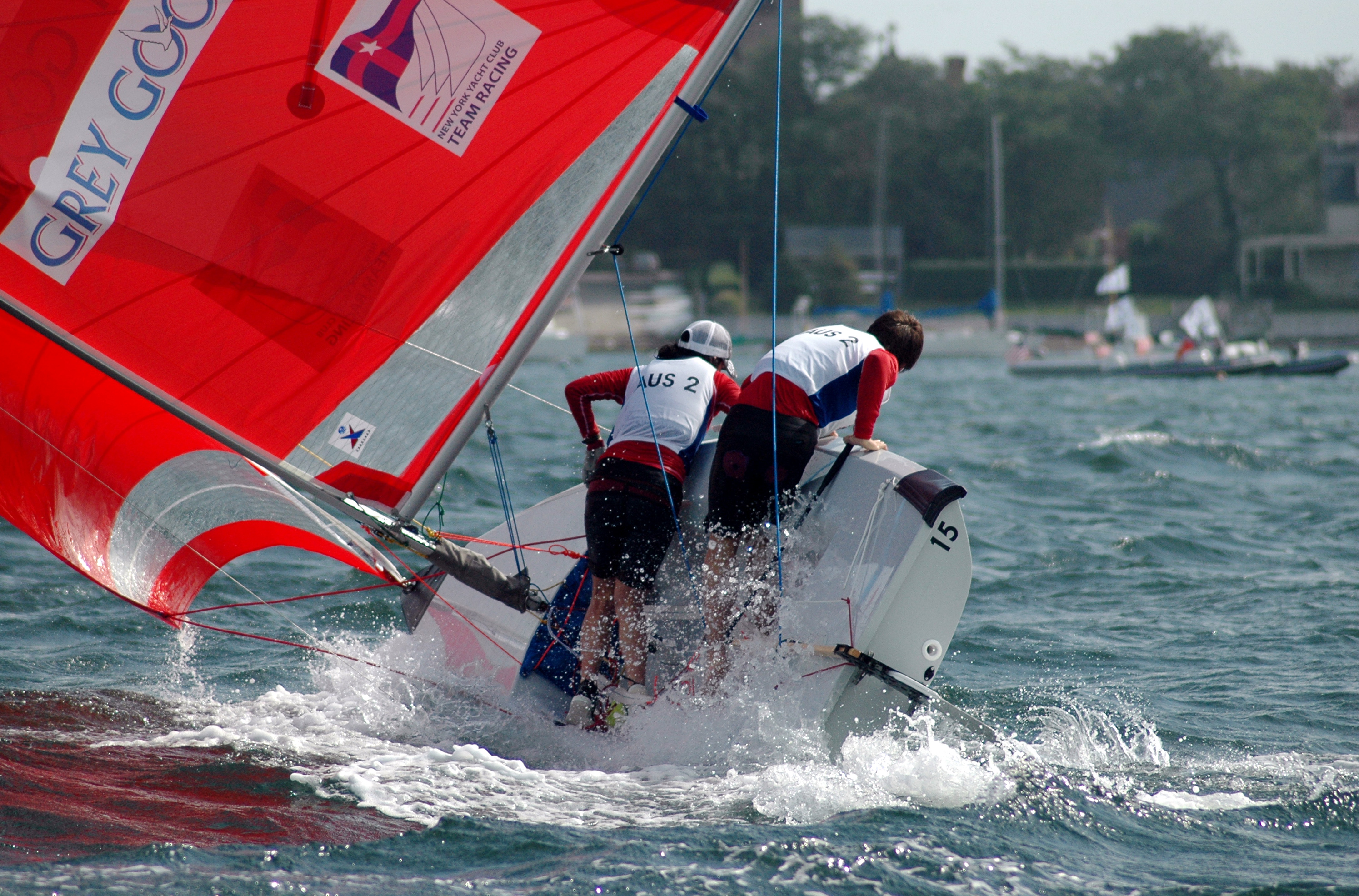
Embarcació a punt de bolcar pel vent de popa.. La tripulació tracta d'equilibrar el vaixell.

És evident el seu origen en el català medieval "sotsobre: sota a sobre" reconegut en el DCVB i en el Coromines. El DRAE ho reconeix indirectament en donar-li un origen llunyà del llatí ("de sub: debajo i supra: encima", i en llatí no existeix el terme), quan només cal llegir les referències catalanes del segle XV al Tirant lo blanc (apareix al mig d'un combat, no amb el sentit nàutic):
| «                | ...Feu caure tres voltes a Tirant en terra, e tres voltes lo sotsobrà... | » |
| — Tirant, c. 60. |                                                                          |   |

En la seva accepció nàutica hi ha una referència en la Crònica de Ramon Muntaner.

## Causes en una embarcació de rem
- "Falsa palada" (error en una palada quan s'està donant empenta)
- Ona

## Causes en un veler

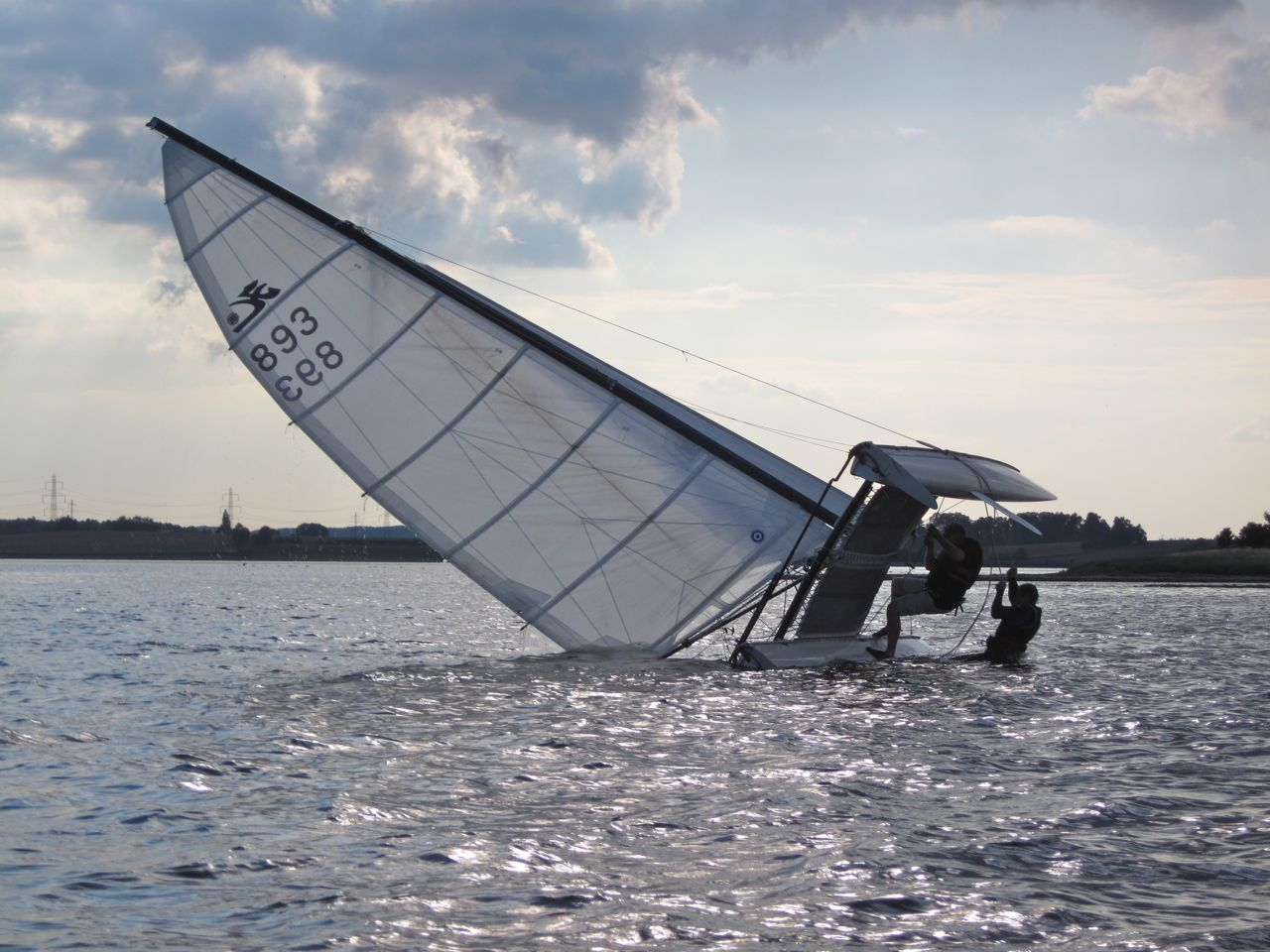
Tornada en posició d'un catamarà a partir de la posició de sotsobre

- Maniobres amb les veles
- Desplaçament de pes
- Ona
- Ràfega de vent

## Causes en grans vaixells
- Desplaçament de la càrrega
- La mala gestió dels moviments de càrrega: és el cas per exemple dels vaixels que transporten una càrrega inestable (grà, etc.) que pot moure's d'un costat a l'altre.
- Via d'aigua: La separació dels compartiments estancs del vaixell pot reduir l'impacte d'una via d'aigua
- Carena líquida: separant lles carenes líquides en diferents compartiments es reduirà els efectes causats pel seu moviment.